# Kőtörőfű-virágúak
A kőtörőfű-virágúak (Saxifragales) a valódi kétszikűek csoportjába tartozó, változatos megjelenésű, életmódú és élőhelyű növénycsoportokat magába foglaló rend. Egynyáriak és évelők, szukkulensek és vízinövények, cserjék, kúszónövények és fák egyaránt tartoznak közéjük. A korábbi rendszerekben egymástól távol álló családokat molekuláris genetikai bizonyítékok alapján egyesítették.

## Rendszerezés

### APG II
Az APG II osztályozás a valódi kétszikűek core eudicots kládjába helyezi a csoportot, melybe több különálló család (lehetséges, hogy ezek egyszerre, vagy nagyon rövid időn belül váltak szét) és két nagyobb, később szétágazó klád is került, ez utóbbiak egymással közelebbi rokon családokat tartalmaznak.
- Altingiaceae, Cercidiphyllaceae, Daphniphyllaceae, Hamamelidaceae, Paeoniaceae
- Crassulaceae, Aphanopetalaceae, Tetracarpaeaceae, Penthoraceae, Haloragaceae
- Iteaceae, Pterostemonaceae, Grossulariaceae, Saxifragaceae.

### APG III
A Peridiscaceae átkerült a Malphigiales rendből, az addig incertae sedis Medusandra nemzetséggel bővült.
A korábban opcionálisan külön kezelt Pterostemonaceae családot az Iteaceae-be olvasztották, a szintén opcionálisan külön kezelt Penthoraceae és Tetracarpaeaceae esetében azonban azok megtartása mellett döntöttek.

### Régebbi rendszerezők
A rend bizonyos családjait (Iteaceae, Pterostemonaceae, Grossulariaceae, Saxifragaceae, Tetracarpaeaceae, Penthoraceae) Engler már 1928-ban egy csoportba sorolta. Később többek között Soó, Cronquist és Tahtadzsján állapította meg a Saxifragaceae és a Crassulaceae közeli rokonságát.
Tahtadzsjan a következő családokat helyezi el a Saxifragales rendben:
Tetracarpaeaceae, Penthoraceae, Crassulaceae, Saxifragaceae, Grossulariaceae, Pterostemonaceae, Iteaceae, Eremosynaceae, Vahliaceae.
Cronquist is közös rendbe helyezi (Rosales) a következő családokat:
Grossulariaceae, Crassulaceae, Saxifragaceae.
A Hamamelidaceae, Altingiaceae, Cercidiphyllaceae és Daphniphyllaceae családok közeli rokonságára is több modern szerző rámutatott.
A Paeoniaceae családot viszont a régebbi rendszerezők mind az ősibb kétszikűekkel, a Magnoliales vagy Ranunculales rendekkel hozták összefüggésbe (Tahtadzsjan a Ranunculidae öregrend Paeoniales rendjébe, Soó a Ranunculales rendbe sorolta).